# Il Moric
Il Moric è un demone che compare nel ciclo Il Druido Supremo di Shannara, il suo obiettivo è distruggere l'Eterea per far decadere il Divieto.

## Storia
È un demone cambiatore di forma al servizio di Tael Riverine, il signore dei Jarka Ruus. Il suo vero aspetto è sconosciuto ma i suoi poteri gli permettono di penetrare in un corpo e prenderne il possesso lasciando integro dell'individuo controllato solo la pelle e naturalmente riesce a imitare perfettamente la personalità delle sue vittime.
Originario degli acquitrini e delle paludi del Brockenthrog, del mondo del Divieto, il Moric divenne un servo di Tael Riverine e partecipò alla cospirazione che aveva come obiettivo la distruzione dell'Eterea e la rottura della loro prigione eterna. La magia della notte liquida, che il signore degli straken diede a Iridia Eleri, eseguiva uno scambio di persone tra le Quattro Terre e il Divieto; in questo modo, quando Shadea a'Ru usò la pozione, Grianne fu mandata nelle terre dei Jarka Ruus mentre il mutaforma fu spedito a Paranor dove con l'inganno si impossessò della strega degli elfi.
Capendo la situazione di quel mondo, l'astuto demone si mise al servizio di Sen Dunsidan, il leader della Federazione, convinto di poterlo manipolare al fine di sferrare un attacco contro Arborlon e gli Elfi. Tuttavia Sen Dunsidan mostra troppe reticenze nei confronti del suo consigliere, pensando che la guerra bisognava prima chiuderla lungo il Prekkendor. Dopo aver ucciso un gruppo di gnomi assassini al servizio di Shadea a'Ru, il demone decide di sbarazzarsi del Primo Ministro e gli tese una trappola prendendo le sembianze dell'ingegnere Etan Orek. Con l'aspetto di Sen Dunsidan sale a bordo della Zolomach e salpa alla volta della capitale elfica.
Grazie all'intervento degli Ohmsford, il Moric viene fermato e rispedito nel Divieto con l'ausilio dello Scettro Nero. Qui, un drago gigantesco era pronto ad attenderlo.